# Bugre
Bugre est une municipalité brésilienne de l'État du Minas Gerais et la microrégion de Caratinga.